# Театр в Австралії

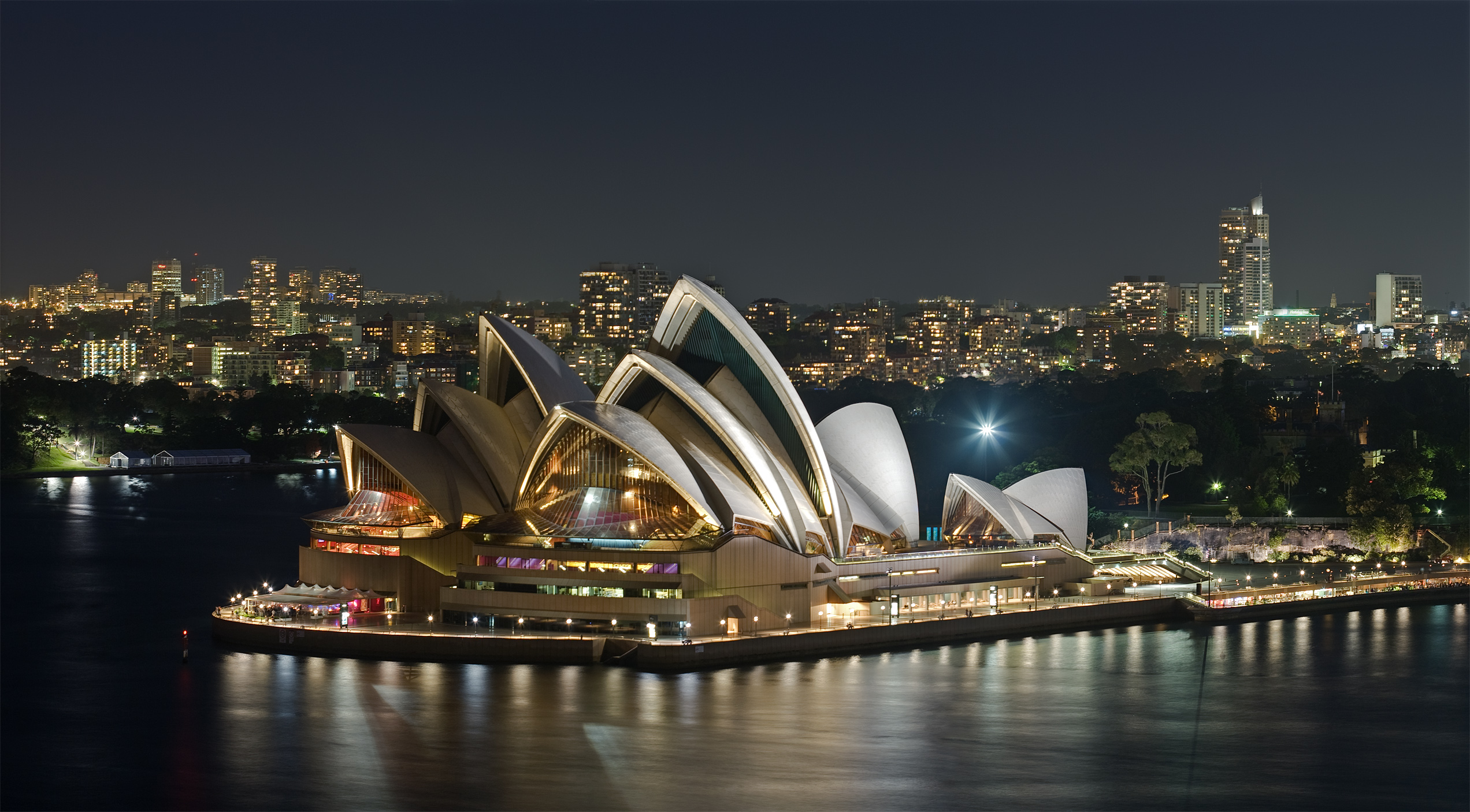
Сіднейський оперний театр

Оперний Театр в Австралії — виникнення і розвиток театрального мистецтва в Австралії.

## Історія розвитку
Австралійське театральне мистецтво пов'язане з традиціями англійської літератури і британським театром. Австралійські митці впродовж останніх двох століть представили культуру Австралії на світовій арені.
Розвитку театрального мистецтва сприяли сер Роберт Хеллман, Дама Джоан Сазерленд, Баррі Хамфріс, Девід Вільямсон, Кейт Бланшетт, Джеффрі Раш, Джуді Девіс, Джим Шарман, Тім Мінчин та Баз Лурманн. Серед відомих театральних установ — Сіднейський оперний театр та Національний інститут драматичного мистецтва в Сіднеї.

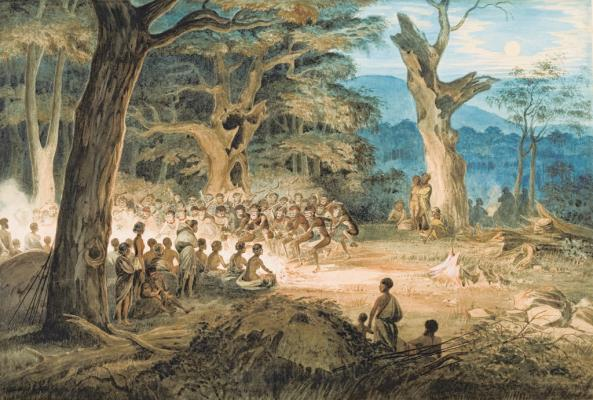
В. Р. Томас, Південноавстралійське корроборі, 1864, Художня галерея Південної Австралії

Традиційні церемонійні танці корінних австралійців містять театральні аспекти. Аборигени медитують за допомогою танцю, музики та костюмів і розігрують багато церемоній. Академік Меріроуз Кейсі пише, що «австралійські культури аборигенів є найбільш заснованими на виконанні у світі — у тому сенсі, що хореографічні вистави використовувались для широкого кола соціальних цілей: від освіти до духовних практик, організації шлюбних союзів до судових та дипломатичних функцій». Кейсі припускає, що «короборі» також можна назвати «театром аборигенів».
Європейські театральні традиції прийшли в Австралію з європейським поселенням 1788 року. Перша постановка «Рекрутський офіцер», написана Джорджем Фаркваром 1706 року, була виконана 1789 року засудженими. Про надзвичайні обставини заснування австралійського театру розказано у п'єсі Тімберлейка Вертенбекера «Наша країна добра» — учасниками були ув'язнені, за ними стежили охоронці, а провідна леді опинилася під загрозою смертної кари. Вистава заснована на романі Томаса Кенелі «Плеймейкер».
Королівський театр створений 1837 року, він є найстарішим діючим театром в Австралії. Ноел Коуард назвав його «Театром мрій», і Лоуренс Олів'є виступив на захист, коли йому загрожувало закриття в 1940-х. Театр королеви в Аделаїді відкрився 1841 року і сьогодні є найстарішим театром на материку. Мельбурнський театр заснований 1839 року, а в сучасному вигляді відтворений 1921 року
Австралійські золоті лихоманки, починаючи з 1850-х років, забезпечували кошти на будівництво великих театрів у вікторіанському стилі. На теперішньому місці Мельбурнського театру принцес 1854 року був побудований театр

### Постфедерація

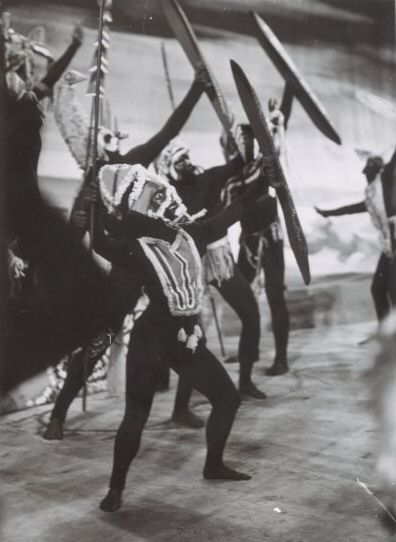
Балетний виступ Джона Антілла

Театральні постановки втілювали почуття національної ідентичності. Театр Його Величності в Перті відкрився 1904 року. Будівля є рідкісним зразком едвардіанської театральної архітектури в Австралії. Великий театр Капітолію в Сіднеї відкрився 1928 року, після реставрації є одним із найкращих приміщень країни. Державний театр (перейменований на Форум 1963 р.) та Театр Регент відкрилися в Мельбурні 1929 р. спочатку як кінотеатри.
Протягом 1940 -х років Джон Антілл написав музику на основі аборигенного корроборі. Постановка балету була вперше виконана 1946 року і представлена за графіком першого королівського туру королеви Єлизавети II в Австралії 1954 року. Це приклад злиття західних та аборигенних театральних форм в Австралії — як це відображено в роботі Театру танцю в Бангаррі.
На початку 1955 року компанія «Театральний репертуар» запросила молодого Баррі Хамфріса на гастролі у Вікторію з постановкою «Дванадцята ніч» режисера Рея Лоулера. Під час гастролей Хамфріс створив персонажа Една Еверіджа як частину розваги для акторів під час поїздок містами, імітуючи представників Асоціації сільських жінок, які вітали трупу в кожному місті. Вночі Лоулер працював над новою п'єсою «Літо сімнадцятої ляльки». Обидва твори представляли історичні віхи австралійського театру. «Літо сімнадцятої ляльки» було першою австралійською п'єсою, яка зобразила австралійських персонажів і отримала міжнародне визнання. За пропозицією Лоулера, місіс Еверідж уперше вийшла в ревізі UTRC Мельбурнського університету наприкінці 1955 року, коли місто готувалося до літніх Олімпійських ігор 1956 року. Хамфріс виїхав до Лондона на початку 20-х років і мав успіх на сцені, зокрема в мюзиклі Ліонеля Барта «Олівер». Його сатиричні сценічні твори — зокрема Дама Една, а згодом і Лес Паттерсон — стали австралійськими культурними іконами. Хамфріс також досяг успіху в США завдяки гастролям на Бродвеї та телевізійним виступам.

### Зростання некомерційного театру
Національний інститут драматичного мистецтва створений у Сіднеї 1958 року. Відтоді інститут уклав список відомих випускників, включаючи Кейт Бланшетт, Тоні Коллетт, Мел Гібсон та Баз Лурманн.
Австралійський балет був заснований англійською балериною Дам Пеггі ван Праа 1962 року. Це провідна австралійська балетна компанія в Австралії і сьогодні визнана однією з найбільших світових балетних компаній. Він базується в Мельбурні і виконує твори з класичного репертуару, а також сучасні твори найбільших австралійських та міжнародних хореографів. Станом на 2010 рік, він щорічно представляв близько 200 вистав у містах та регіонах Австралії. Серед регулярних місць проведення: Мельбурнський центр мистецтв, Сіднейський оперний театр, Сіднейський театр, Фестивальний центр Аделаїди та Центр виконавських мистецтв Квінсленду.
З 1960-х років великі міста Австралії створили нові державні центри виконавських мистецтв, у яких часто розміщуються некомерційні театральні, оперні та танцювальні компанії. Прикладами можуть бути Театральний центр Канберри, Сіднейський оперний театр, Центр мистецтв Мельбурн, Фестивальний центр Аделаїди та Центр виконавських мистецтв Квінсленда в Брисбені. У більшості великих регіональних центрів та багатьох віддалених мегаполісах є професійний центр виконавських мистецтв, яким зазвичай керує місцева рада.
Театр Belvoir St був створений Джоном Беллом та Річардом Верреттом у Сіднеї приблизно 1970 року. Будівництво фестивального центру в Аделаїді було завершено 1973 року. Того ж року в Сіднеї відбулося урочисте відкриття Сіднейського оперного театру.
1979 року двоє молодих акторів Сіднея, Мел Гібсон і Джеффрі Раш, винайняли квартиру та знялись у місцевій постановці «В очікуванні Годо». Гібсон навчався в NIDA і дебютував на сцені разом із однокласницею Джуді Девіс у постановці «Ромео і Джульєтта» 1976 року. Австралійський фільм 1979 року «Божевільний Макс» став для Гібсона початком світової кінокар'єри. Раш приєднався до трупи театру «Маяк» Джима Шармана у 1980-х і створив репутацію одного з провідних акторів Австралії.
Центр мистецтв Мельбурна в районі мистецтв Мельбурна розробив архітектор Рой Граундс, генеральний план комплексу був затверджений 1960 року, а будівництво Центру мистецтв розпочато 1973 року. Комплекс відкривався поетапно, 1982 року відкрився зал Гамера, а 1984 року — Театр.
Компанія «Белл Шекспір» була створена 1990 року Джоном Беллом. Компанія спеціалізується на творах Вільяма Шекспіра. Це єдина національна гастрольна театральна компанія Австралії, яка щороку гастролює в кожному австралійському штаті. Період успіху для австралійського музичного театру припав на 90-ті роки, коли дебютували австралійські співаки Пітер Аллен та Джонні О'Кіфа. До видатних сучасних австралійських драматургів належать Девід Вільямсон, Алан Сеймур, Нік Енрайт та Джастін Флемінг.

## Театр сьогодні
Театр в Австралії охоплює різноманітні вистави різного масштабу та контексту. Деякі професійні компанії зосереджуються на певних жанрах, таких як класичний театр, театр для молоді, музичний та фізичний театри.
Такі центри виконавських мистецтв по всій країні,  як Сіднейський оперний театр, Центр мистецтв Мельбурн, Центр виконавських мистецтв Квінсленда, Фестивальний центр Аделаїди, представляють австралійські та міжнародні театральні постановки різних видів.
Серед оперних компаній — опера Австралії, а також західна австралійська опера, опера Квінсленд, державна опера Південної Австралії та вікторіанська опера, що базуються в окремих штатах. Сіднейська опера Пінчгут для бароко та ранніх класичних творів та Сіднейська камерна опера для XX століття та сучасних творів виконують оперу в камерних обставинах.
Національні премії Helpmann — це головні нагороди за концерти в Австралії. Великі міста також мають власні театральні нагороди.

## Театральні трупи

Сер Роберт Хелпманн з австралійського балету

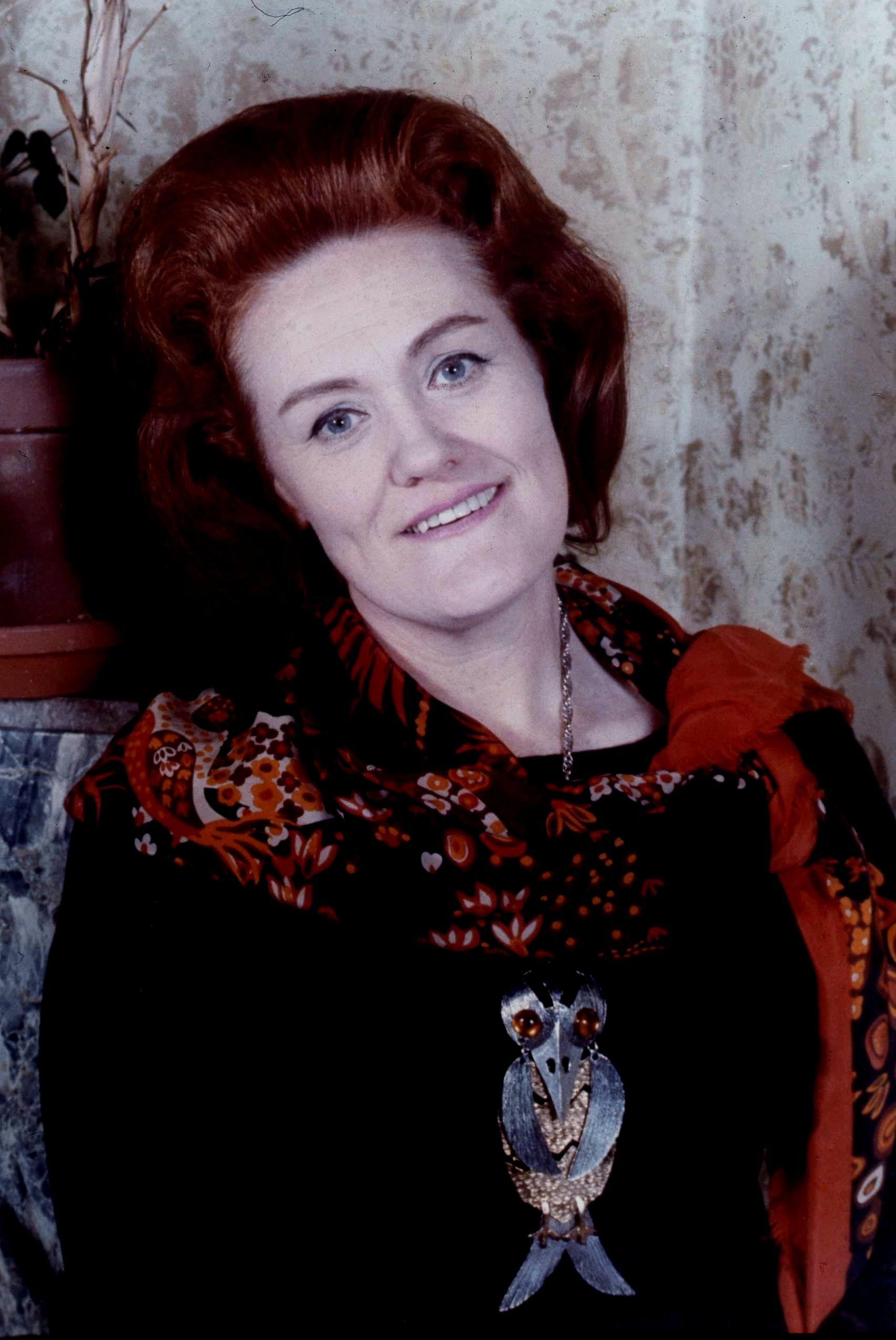
Дама Джоан Сазерленд з опери Австралія

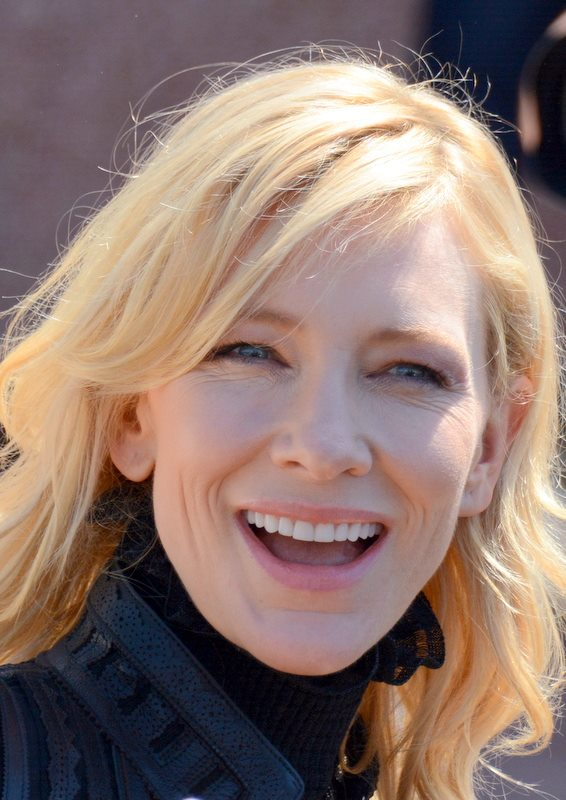
Кейт Бланшетт зі Сіднейської театральної компанії

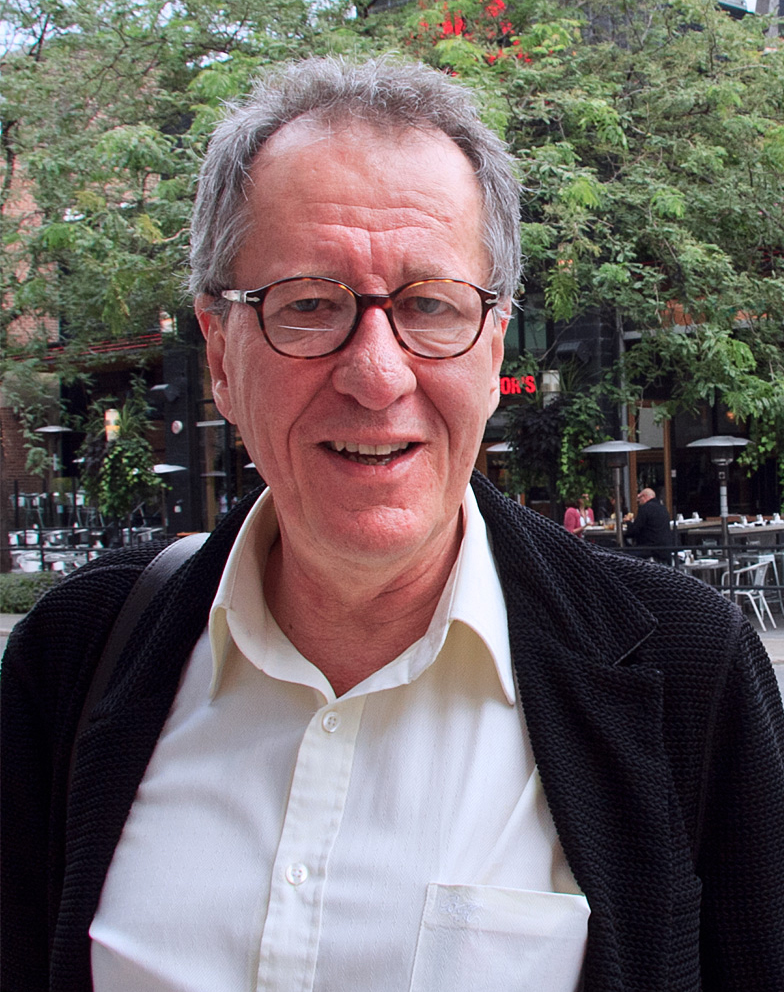
Джеффрі Раш

## Театр корінних народів
Наприкінці 1960-х — на початку 1970-х  вистави, які влаштовувала громада аборигенів, використовували як форму політичного протесту. Театр у Мельбурні — перша австралійська театральна компанія аборигенів, співзасновником якої були Боб Маза та Джек Чарльз. Маза також допоміг створити Національний чорний театр у Редферні, Сідней як в 1970-х. Центр виконавського мистецтва аборигенів у Брисбені забезпечує шлях для молодих виконавців корінних народів. Такі письменники, як Наккія Луї та Лія Персел продовжують створювати твори для сцени.

## Оперні компанії
- Опера Австралія
- Опера Квінсленд
- Державна опера Південної Австралії
- Вікторіанська опера
- Західно-Австралійська опера

## Фестивалі театрального мистецтва
- Фестиваль мистецтв в Аделаїді
- Брисбенський фестиваль
- Фестиваль у Мельбурні
- Пертський міжнародний фестиваль мистецтв
- Сіднейський фестиваль
- Десять днів на острові (Тасманія)

### Одиничний жанр
- Фестиваль кабаре в Аделаїді
- Мельбурнський міжнародний фестиваль комедії

### Фестивалі альтернативного мистецтва
- Adelaide Fringe
- Melbourne Fringe Festival
- Fringe World (Перт)

## Театральна освіта

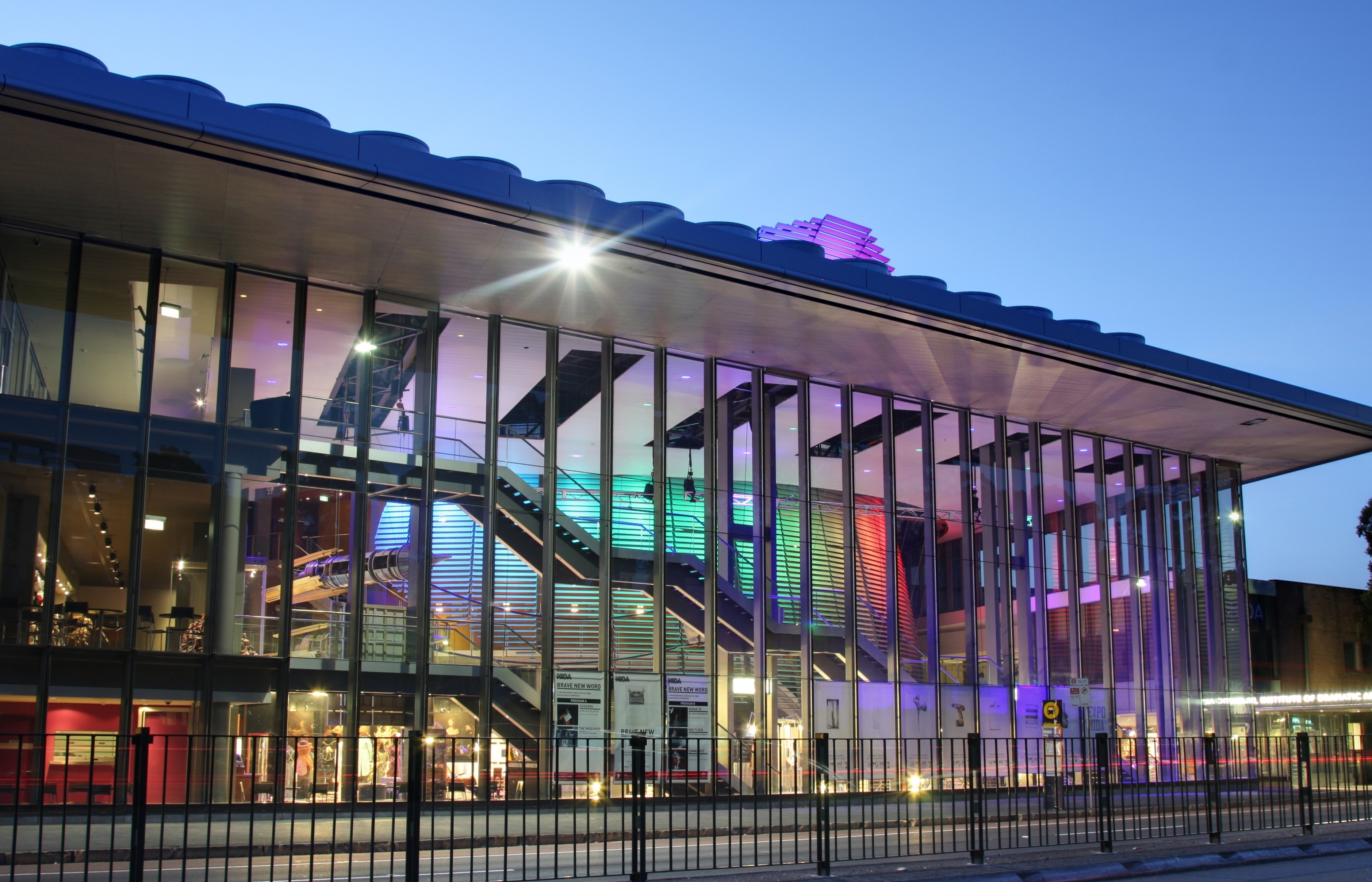
Національний інститут драматичного мистецтва, Сідней

- Аборигенський центр виконавських мистецтв
- Австралійський інститут музики — драматичного мистецтва
- Національний інститут драматичного мистецтва (NIDA)
- Західноавстралійська академія виконавських мистецтв (WAAPA)
- Вікторіанський коледж мистецтв (VCA)
- Драматична школа Національного театру («Наш»)
- Національний інститут циркового мистецтва (NICA)
- Аделаїдський коледж мистецтв
- Австралійський музичний інститут
- Центральний музичний консерваторій Квінсленда CQUniversity, Макей

## Нагороди та конкурси
- Нагороди Green Room — для театру, опери та танцю в Мельбурні
- Премія Хелпмана — національна нагороди за вистави, мюзикли, оперу, танці, комедії, кабаре, сучасну музику та класичну музику
- Нагороди Mo
- Нагороди Matilda — для театру в Брисбені
- Нагороди Сіднейського театру — для акторів театру Сіднея

## Видавництва виконавських мистецтв
- Australian Script Centre
- Currency Press
- Playlab Press
- Full Dress Publishing